# Haploniscus percavix
Haploniscus percavix är en kräftdjursart som beskrevs av Menzies1962. Haploniscus percavix ingår i släktet Haploniscus och familjen Haploniscidae. Inga underarter finns listade i Catalogue of Life.